# Course à l'américaine masculine aux Jeux olympiques d'été de 2020
Navigation
Pékin 2008 Paris 2024
La course à l'américaine masculine, épreuve de cyclisme sur piste des Jeux olympiques d'été de 2020, a lieu le 7 août 2021 sur le Vélodrome d'Izu, situé à Izu (Japon), à 120 kilomètres de Tokyo.
Il s'agit de la 4e apparition de l'épreuve aux Jeux olympiques, qui a eu lieu de 2000 à 2008, avant d'être abandonnée pour 2012 et 2016 en raison de l'absence d'équivalent féminin. L'événement revient en 2020 avec une épreuve féminine.
Cette course consiste en 200 tours de piste, soit 50 kilomètres au total. Il s'agit d'une course de relais, permettant à un cycliste de récupérer pendant que son équipier court.
Le classement est déterminé dans un premier temps au nombre de tours parcourus, puis aux points. Les points sont attribués en fonction des sprints intermédiaires. Ils ont lieu tous les 10 tours. Lors de chaque sprint, le vainqueur gagne 5 points, le deuxième reçoit 3 points, la troisième et le quatrième gagnent respectivement 2 et 1 point. Les points sont doublés lors du dernier sprint.
La course est remportée par les Danois Lasse Norman Hansen et Michael Mørkøv.

## Résultats
| Rang                           | Cyclistes                          | Nation           | Sprint | Sprint | Sprint | Sprint | Sprint | Sprint | Sprint | Sprint | Sprint | Sprint | Sprint | Sprint | Sprint | Sprint | Sprint | Sprint | Sprint | Sprint | Sprint | Sprint | Tours | Tours | Ordre final | Total |
| Rang                           | Cyclistes                          | Nation           | 1      | 2      | 3      | 4      | 5      | 6      | 7      | 8      | 9      | 10     | 11     | 12     | 13     | 14     | 15     | 16     | 17     | 18     | 19     | 20     | +     | −     | Ordre final | Total |
| ------------------------------ | ---------------------------------- | ---------------- | ------ | ------ | ------ | ------ | ------ | ------ | ------ | ------ | ------ | ------ | ------ | ------ | ------ | ------ | ------ | ------ | ------ | ------ | ------ | ------ | ----- | ----- | ----------- | ----- |
| Médaille d'or, Jeux olympiques | Lasse Norman Hansen Michael Mørkøv | Danemark         |        | 3      |        | 3      |        | 5      | 3      |        |        | 5      | 3      | 3      | 2      | 1      | 5      | 3      |        | 3      | 2      | 2      |       |       | 4           | 43    |
| Médaille d'argent              | Ethan Hayter Matthew Walls         | Grande-Bretagne  | 3      | 2      | 5      |        | 3      | 2      |        |        | 3      | 2      | 2      | 1      | 1      |        | 2      |        |        | 1      | 3      | 10     |       |       | 1           | 40    |
| Médaille de bronze             | Benjamin Thomas Donavan Grondin    | France           | 5      | 5      |        |        | 1      |        |        | 3      |        |        | 5      | 5      | 5      | 3      |        | 1      | 2      |        | 1      | 4      |       |       | 3           | 40    |
| 4                              | Kenny De Ketele Robbe Ghys         | Belgique         |        |        |        | 1      | 5      |        |        | 5      |        |        |        |        | 3      | 2      |        |        |        | 5      | 5      | 6      |       |       | 2           | 32    |
| 5                              | Yoeri Havik Jan-Willem van Schip   | Pays-Bas         | 2      |        |        | 5      | 2      | 1      |        | 2      | 1      | 1      |        | 2      |        |        | 1      |        |        |        |        |        |       |       | 6           | 17    |
| 6                              | Sebastián Mora Albert Torres       | Espagne          |        |        | 2      |        |        |        | 1      |        | 2      |        |        |        |        |        |        | 2      | 5      | 2      |        |        |       |       | 5           | 14    |
| 7                              | Robin Froidevaux Théry Schir       | Suisse           |        |        |        |        |        |        | 2      |        |        |        | 1      |        |        |        |        | 5      |        |        |        |        |       |       | 7           | 8     |
| 8                              | Szymon Sajnok Daniel Staniszewski  | Pologne          |        |        |        |        |        |        |        |        |        |        |        |        |        |        |        |        |        |        |        |        |       |       | 10          | 0     |
| 9                              | Roger Kluge Theo Reinhardt         | Allemagne        |        |        |        | 2      |        | 3      |        | 1      |        |        |        |        |        | 5      | 3      |        |        |        |        |        |       | 20    | 9           | –6    |
| 10                             | Simone Consonni Elia Viviani       | Italie           | 1      | 1      |        |        |        |        | 5      |        |        | 3      |        |        |        |        |        |        | 1      |        |        |        |       | 20    | 11          | –9    |
| 11                             | Campbell Stewart Corbin Strong     | Nouvelle-Zélande |        |        |        |        |        |        |        |        |        |        |        |        |        |        |        |        | 3      |        |        |        |       | 20    | 8           | –17   |
| 12                             | Kelland O'Brien Leigh Howard       | Australie        |        |        | 3      |        |        |        |        |        |        |        |        |        |        |        |        |        |        |        |        |        |       | 20    | Abandon     | –     |
| 12                             | Adrian Hegyvary Gavin Hoover       | États-Unis       |        |        | 1      |        |        |        |        |        | 5      |        |        |        |        |        |        |        |        |        |        |        |       |       | Abandon     | –     |
| 12                             | Andreas Graf Andreas Müller        | Autriche         |        |        |        |        |        |        |        |        |        |        |        |        |        |        |        |        |        |        |        |        |       | 20    | Abandon     | –     |
| 12                             | Mark Downey Felix English          | Irlande          |        |        |        |        |        |        |        |        |        |        |        |        |        |        |        |        |        |        |        |        |       | 40    | Abandon     | –     |
| 12                             | Michael Foley Derek Gee            | Canada           |        |        |        |        |        |        |        |        |        |        |        |        |        |        |        |        |        |        |        |        |       | 20    | Abandon     | –     |